# Gérald Hervé
 (décembre 2007).
Améliorez-le ou discutez des points à vérifier. 
Pour les articles homonymes, voir Hervé.
Gérald Hervé, né à Endoume (Marseille VIIe) le 17 décembre 1928 et mort à Miami le 6 juin 1998, est un écrivain français.
Il a publié quatre livres de son vivant (plus quelques textes en revue, Arcadie notamment), un à titre posthume, 10 titres en 6 volumes aux éditions Talus d'approche, Soignies, Belgique.

## Carrière
- 1948-51 : études de droit à Paris
- 1952-3 : élève commissaire de la Marine nationale à Toulon
- septembre 1953 - avril 1954 : croisière d'application à bord de la Jeanne d'Arc
- septembre 1954 - mai 1955 : première affectation en Indochine-Sud (base de Cát Lái)
- 1955 : mis aux arrêts pour « faute très grave contre la morale » (homosexualité)
- 1959 : décret du président de la République de mise en réforme par mesure disciplinaire
- 1962 : annulation du décret par le Conseil d'État pour excès de pouvoir
- 1963 : démission de la Marine
- 1959-1970 : employé au CAPA, Comité d'action pour la productivité dans l'assurance (Paris)
- 1970-1991 : professeur de Sciences économiques à l'université de Haute-Bretagne
- 1991-1998 : « en retirance »
- 6 juin 1998 : décède à Miami des suites des blessures provoquées le 31 mai par une collision avec un bateau hors-bord à Paradise Island, Nassau (Bahamas)